# Rozrazil trojklaný
Rozrazil trojklaný (Veronica triphyllos) je drobná bylinka s azurovými květy rostoucí na výslunných loukách i obdělávaných polích.

## Výskyt
Tato poměrně teplomilná rostlina roste téměř v celé Evropě, vyjma severních oblastí Skandinávie. Nejvíce je ale rozšířena v Malé Asii a na Blízkém východě, vyskytuje se také v západní a střední Asii a na severu afrického kontinentu v Maroku a Alžírsku.
Tento původně stepní druh roste v České republice roztroušeně v nižších a středních polohách. Nejlépe se mu daří na sušších, písčitých nebo hlinitých půdách s dostatkem humusu. Vyskytuje se na suchých stráních, náspech, rumištích, na úhorech, v obilovinách, víceletých pícninách i na vinicích. Je považován za plevelnou rostlinu, ale ne příliš rozšířenou a škodlivou.

## Popis
Poměrně nízká, jednoletá nebo častěji ozimá rostlina s lodyhou vysokou 5 až 30 cm je celá pokrytá žláznatými chlupy. Lodyha se většinou od spodu silně větví do poléhavých nebo vystoupavých odboček, někdy ale vyrůstá jako přímá, nevětvená. Listy jsou dlanitě členité (3 až 5sečné), na líci tmavozelené, na rubu červenofialové. Spodní zubaté listy mají krátké řapíky, prostřední listy lodyhy jsou přisedlé a vstřícné, horní listy jsou přisedlé a vyrůstající střídavě, postupně přecházející v listeny stejného vzhledu.
Čtyřčetné drobné květy, mající v průměru 5 až 8 mm, vyrůstají na stopkách z úžlabí listenů a vytvářejí volný, chudokvětý hrozen. Květní a později plodní stopky jsou stejně dlouhé jako listeny a 2krát delší než kalich. Kalich je na bázi mírně srostlý, jeho podlouhlé až obkopinaté lístky oboustranně hustě žláznaté jsou 4 až 7 mm dlouhé. Kolovitá koruna je vytvořena sytě modrými lístky s tmavšími žilkami po celé délce lístků, je stejně dlouhá jako kalich. V podvečer a za deštivého počasí se koruny uzavírají.
Na dlouhých vztyčených stopkách vyrůstají modrozelené, žláznatě chlupaté tobolky dlouhé asi 7 mm. Jsou okrouhle srdčité, ve spodní polovině nafouklé a na okraji kýlnaté. Obsahují poměrně velká, svraštělá, černá nebo tmavohnědá miskovitá semena asi 2 mm velká.

## Rozmnožování
Rozmnožuje se výhradně semeny, které vyklíčí většinou ještě ve stejném roce kdy dozrála, semena si podržují klíčivost po více let. Drobná rostlinka přezimuje a brzy po zimě začne vyrůstat, dokud jsou okolní rostliny ještě malé. V březnu až květnu vykvete a krátce po dozrání semen uhyne. Je to typický jarní efemerní plevel.